# Paulo Cesar de Araújo
Paulo Cesar de Araújo (Vitória da Conquista, 14 de março de 1962) é um jornalista, professor universitário, historiador, escritor e biógrafo brasileiro.
Atualmente trabalha como professor de história na FAETEC e na PUC.

## Biografia

### Estudos e carreira
Paulo formou-se em Jornalismo pela PUC–RJ, em História pela Universidade Federal Fluminense (UFF) e é mestre em Memória Social pela Uni-Rio.
Mudou-se para São Paulo aos 16 anos. Algum tempo depois mudou-se para o Rio de Janeiro, onde hoje mora e em cujas algumas escolas públicas leciona História. Dá aulas de História na Escola Técnica Estadual Henrique Lage no bairro do Barreto em Niterói (RJ).

## Polêmicas

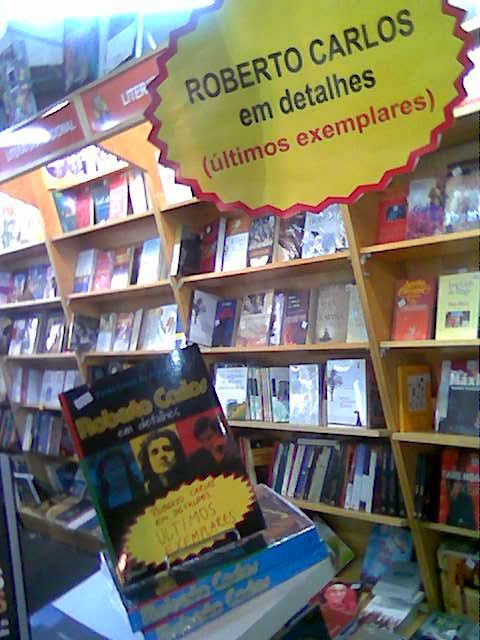
A polêmica biografia de RC, à venda mesmo depois da apreensão judicial (foto de André Oliveira/flickr).

Ficou nacionalmente conhecido ao escrever Roberto Carlos em Detalhes, uma biografia não-autorizada do cantor brasileiro Roberto Carlos. Lançada em dezembro de 2006 pela Editora Planeta, o livro de 504 páginas causou a irritação do cantor. Resultado de uma pesquisa ao longo de 16 anos que reuniu depoimentos de cerca de 200 pessoas que participaram da trajetória de RC, a obra chegou a vender 22 mil exemplares, até a sua produção e venda serem proibidas por determinação pela 20ª Vara Criminal da Barra Funda, na cidade de São Paulo.
Outra obra literária de Paulo que se tornou referência na historiografia ligada à música popular brasileira é o livro Eu Não Sou Cachorro, Não, pela Editora Record, que traça um paralelo entre a ditadura e os cantores considerados "bregas" da época.
Em 2014 lançou o livro "O Réu e o Rei: Minha História com Roberto Carlos, em Detalhes." pela Companhia das Letras, em que conta os bastidores da proibição da biografia sobre Roberto Carlos. Na época, o advogado do artista se manifestou através de nota para a imprensa. “Com relação ao livro ‘O réu e o rei’, Roberto Carlos não vai tomar qualquer medida jurídica, em face de o livro não ser uma biografia sua, mas uma autobiografia do autor".